# Emur Shan
Emur Shan är en bergskedja i Kina. Den ligger i provinsen Heilongjiang, i den nordöstra delen av landet, omkring 800 kilometer norr om provinshuvudstaden Harbin.